# 艾氏泽蜣螂
艾氏泽蜣螂（学名：Scarabaeus erichsoni），一种分布于印度、斯里兰卡、孟加拉国、中国香港及台湾等地区的蜣螂，隶属于金龟子科粪金龟属。本种最早由德国昆虫学家埃德加·冯·哈罗德于1867年发表，种加词取自德国昆虫学家威廉·费迪南德·埃里克松（Wilhelm Ferdinand Erichson）的姓氏。